# Snědek pyrenejský
Snědek pyrenejský (Ornithogalum pyrenaicum) je druh jednoděložné rostliny z čeledi chřestovité (Asparagaceae). V dřívějších taxonomických systémech byl řazen do čeledi hyacintovité (Hyacinthaceae), případně do čeledi liliovité v širším pojetí (Liliaceae s.l.).

## Popis
Jedná se o asi 30–90 cm vysokou vytrvalou rostlinu s cibulí, která má do 2 cm v průměru. Listy jsou jen v přízemní růžici, víceméně sivozelené, přisedlé. Čepele jsou čárkovité, žlábkovité. Květy jsou v květenstvích, kterým je podlouhle válcovitý hrozen, listeny na bázi květních stopek jsou dole nejsou rozšířeny v postranní bezžilné laloky a do špičky se zužují pozvolna. Okvětních lístků je 6, jsou volné. Mají zelenavě až vodově bílou barvu, na okraji nejsou zvlněné, na rubu mají nevýrazně ohraničený zelený proužek. Tyčinek je 6, nitky jsou bez zoubků. Čnělky jsou asi 3–4 mm dlouhé. Gyneceum je srostlé ze 3 plodolistů, plodem je tobolka.

## Poddruhy
Jsou rozlišovány 2 poddruhy, často považované za samostatné druhy, snědek pyrenejský pravý (Ornithogalum pyrenaicum subsp. pyrenaicum) a snědek pyrenejský kulatoplodý (Ornithogalum pyrenaicum subsp. sphaerocarpum, syn. Ornithogalum sphaerocarpum, Loncomelos sphaerocarpus, Loncomelos pyrenaicus subsp. spaehaerocarpus). Někteří autoři, jako Dostál (1989) druh řadí do rodu Loncomelos, Loncomelos sphaerocarpus nazývá snědovka kulatoplodá.

## Rozšíření ve světě
Snědek pyrenejský roste v jihozápadní, jižní, střední až v jihovýchodní Evropě s přesahem do Malé Asie.

## Rozšíření v Česku
V ČR roste jen snědek pyrenejský kulatoplodý na východní Moravě, v okolí Hostýnských vrchů a v severní části Bílých Karpat. Roste často na sušších slatinných loukách, na různých stráních a úhorech, jedná se o kriticky ohroženou rostlinu flóry ČR, kategorie C1.

## Použití
Mladé výhonky mohou sloužit jako zelenina podobně jako chřest, nazývá se "Bath Asparagus" nebo "Prussian Asparagus".